# 1997–1998-as UEFA-bajnokok ligája (egyenes kieséses szakasz)
A 1997–1998-as UEFA-bajnokok ligája egyenes kieséses szakasza 1998. március 4-én kezdődött, és május 20-án ért véget az amszterdami Amsterdam ArenA stadionban rendezett döntővel. Az egyenes kieséses szakaszban a csoportkör hat első helyezettje és két legjobb második helyezettje  vett részt.

## Lebonyolítás
A döntő kivételével mindegyik mérkőzés oda-visszavágós rendszerben zajlott. A két találkozó végén az összesítésben jobbnak bizonyuló csapatok jutottak tovább a következő körbe. Ha az összesítésnél az eredmény döntetlen volt, akkor az idegenben több gólt szerző csapat jutott tovább. Amennyiben az idegenben lőtt gólok száma is azonos volt, akkor 30 perces hosszabbítást rendeztek a visszavágó rendes játékidejének lejárta után. Ha a 2×15 perces hosszabbításban gólt/gólokat szerzett mindkét együttes, és az összesített állás egyenlő volt, akkor a vendég csapat jutott tovább idegenben szerzett góllal/gólokkal. Gólnélküli hosszabbítás esetén büntetőpárbajra került sor. A döntőt egy mérkőzés keretében rendezték meg.

## Résztvevők
| Csoport   | Csoportelső       | Csoportmásodik   |
| --------- | ----------------- | ---------------- |
| A csoport | Borussia Dortmund | –                |
| B csoport | Manchester United | Juventus         |
| C csoport | Dinamo Kijiv      | –                |
| D csoport | Real Madrid       | –                |
| E csoport | Bayern München    | –                |
| F csoport | AS Monaco         | Bayer Leverkusen |

## Ágrajz
|  | Negyeddöntők      | Negyeddöntők      | Negyeddöntők      | Negyeddöntők      | Negyeddöntők |   |             | Elődöntők   | Elődöntők | Elődöntők | Elődöntők | Elődöntők |  |  | Döntő | Döntő | Döntő |  |
|  |                   |                   |                   |                   |              |   |             |             |           |           |           |           |  |  |       |       |       |  |
|  | Juventus          | Juventus          | 1                 | 4                 | 5            |   |             |             |           |           |           |           |  |  |       |       |       |  |
|  | Juventus          | Juventus          | 1                 | 4                 | 5            |   |             |             |           |           |           |           |  |  |       |       |       |  |
|  | Dinamo Kijiv      | Dinamo Kijiv      | 1                 | 1                 | 2            |   |             |             |           |           |           |           |  |  |       |       |       |  |
|  | Dinamo Kijiv      | Dinamo Kijiv      | 1                 | 1                 | 2            |   | Juventus    | Juventus    | 4         | 2         | 6         |           |  |  |       |       |       |  |
|  |                   |                   |                   |                   |              |   | Juventus    | Juventus    | 4         | 2         | 6         |           |  |  |       |       |       |  |
|  |                   |                   | AS Monaco         | AS Monaco         | 1            | 3 | 4           |             |           |           |           |           |  |  |       |       |       |  |
|  | AS Monaco (i.g.)  | AS Monaco (i.g.)  | AS Monaco         | AS Monaco         | 1            | 3 | 4           | 0           | 1         | 1         |           |           |  |  |       |       |       |  |
|  | AS Monaco (i.g.)  | AS Monaco (i.g.)  |                   |                   |              |   |             |             |           | 1         |           |           |  |  |       |       |       |  |
|  | Manchester United | Manchester United | 0                 | 1                 | 1            |   |             |             |           |           |           |           |  |  |       |       |       |  |
|  | Manchester United | Manchester United | 0                 | 1                 | 1            |   | Juventus    | Juventus    | 0         |           |           |           |  |  |       |       |       |  |
|  |                   |                   |                   |                   |              |   |             |             |           |           |           |           |  |  |       |       |       |  |
|  |                   |                   | Real Madrid       | Real Madrid       | 1            |   |             |             |           |           |           |           |  |  |       |       |       |  |
|  | Bayer Leverkusen  | Bayer Leverkusen  | Real Madrid       | Real Madrid       | 1            | 1 | 0           | 1           |           |           |           |           |  |  |       |       |       |  |
|  | Bayer Leverkusen  | Bayer Leverkusen  |                   |                   |              |   |             | 1           |           |           |           |           |  |  |       |       |       |  |
|  | Real Madrid       | Real Madrid       | 1                 | 3                 | 4            |   |             |             |           |           |           |           |  |  |       |       |       |  |
|  | Real Madrid       | Real Madrid       | 1                 | 3                 | 4            |   | Real Madrid | Real Madrid | 2         | 0         | 2         |           |  |  |       |       |       |  |
|  |                   |                   |                   |                   |              |   | Real Madrid | Real Madrid | 2         | 0         | 2         |           |  |  |       |       |       |  |
|  |                   |                   | Borussia Dortmund | Borussia Dortmund | 0            | 0 | 0           |             |           |           |           |           |  |  |       |       |       |  |
|  | Bayern München    | Bayern München    | Borussia Dortmund | Borussia Dortmund | 0            | 0 | 0           | 0           | 0         | 0         |           |           |  |  |       |       |       |  |
|  | Bayern München    | Bayern München    |                   |                   |              |   |             |             |           | 0         |           |           |  |  |       |       |       |  |
|  | Borussia Dortmund | Borussia Dortmund | 0                 | 1                 | 1            |   |             |             |           |           |           |           |  |  |       |       |       |  |

## Negyeddöntők
| 1. csapat        | Össz.Tooltip Aggregate score | 2. csapat         | 1. mérk. | 2. mérk.   |
| ---------------- | ---------------------------- | ----------------- | -------- | ---------- |
| Bayer Leverkusen | 1–4                          | Real Madrid       | 1–1      | 0–3        |
| Bayern München   | 0–1                          | Borussia Dortmund | 0–0      | 0–1 (h.u.) |
| Juventus         | 5–2                          | Dinamo Kijiv      | 1–1      | 4–1        |
| AS Monaco        | 1–1 (i.g.)                   | Manchester United | 0–0      | 1–1        |

### 1. mérkőzések
Az időpontok helyi idő szerint értendők.
| 1998. március 4. 20:45 |

| Bayer Leverkusen | 1–1               | Real Madrid  |
| ---------------- | ----------------- | ------------ |
| Beinlich 18'     | (1–0) Jegyzőkönyv | Karembeu 74' |

| Ulrich-Haberland-Stadion, Leverkusen Nézőszám: 38 000 Játékvezető: Kim Milton Nielsen (dán) |

| 1998. március 4. 20:45 |

| Juventus    | 1–1               | Dinamo Kijiv |
| ----------- | ----------------- | ------------ |
| Inzaghi 70' | (0–0) Jegyzőkönyv | Husin 57'    |

| Stadio delle Alpi, Torino Nézőszám: 40 723 Játékvezető: Paul Durkin (angol) |

| 1998. március 4. 20:45 |

| AS Monaco | 0–0         | Manchester United |
| --------- | ----------- | ----------------- |
|           | Jegyzőkönyv |                   |

| Stade Louis II, Monaco Nézőszám: 15 000 Játékvezető: Manuel Díaz Vega (spanyol) |

| 1998. március 4. 20:45 |

| Bayern München | 0–0         | Borussia Dortmund |
| -------------- | ----------- | ----------------- |
|                | Jegyzőkönyv |                   |

| Olympiastadion, München Nézőszám: 60 000 Játékvezető: Pierluigi Collina (olasz) |

### 2. mérkőzések
| 1998. március 18. 20:45 |

| Real Madrid                                      | 3–0               | Bayer Leverkusen |
| ------------------------------------------------ | ----------------- | ---------------- |
| Karembeu 50' Morientes 57' Hierro 90' (11-esből) | (0–0) Jegyzőkönyv |                  |

| Santiago Bernabéu Stadium, Madrid Nézőszám: 70 000 Játékvezető: Nikolai Levnikov (orosz) |

| 1998. március 18. 21:45 |

| Dinamo Kijiv | 1–4               | Juventus                          |
| ------------ | ----------------- | --------------------------------- |
| Rebrov 53'   | (0–1) Jegyzőkönyv | Inzaghi 29' 65' 73' Del Piero 88' |

| Olimpiai Stadion, Kijev Nézőszám: 10 000 Játékvezető: Marc Batta (francia) |

| 1998. március 18. 20:45 |

| Borussia Dortmund | 1–0         | Bayern München |
| ----------------- | ----------- | -------------- |
| Chapuisat 109'    | Jegyzőkönyv |                |

| Westfalenstadion, Dortmund Nézőszám: 48 500 Játékvezető: Vágner László (magyar) |

| 1998. március 18. 19:45 |

| Manchester United | 1–1               | AS Monaco    |
| ----------------- | ----------------- | ------------ |
| Solskjær 53'      | (0–1) Jegyzőkönyv | Trezeguet 6' |

| Old Trafford, Manchester Nézőszám: 53 683 Játékvezető: Hellmut Krug (német) |

## Elődöntők
| 1. csapat   | Össz.Tooltip Aggregate score | 2. csapat         | 1. mérk. | 2. mérk. |
| ----------- | ---------------------------- | ----------------- | -------- | -------- |
| Real Madrid | 2–0                          | Borussia Dortmund | 2–0      | 0–0      |
| Juventus    | 6–4                          | AS Monaco         | 4–1      | 2–3      |

### 1. mérkőzések
| 1998. április 1. 20:45 |

| Juventus                                               | 4–1               | AS Monaco    |
| ------------------------------------------------------ | ----------------- | ------------ |
| Del Piero 35' 48' (11-esből) 62' (11-esből) Zidane 88' | (1–0) Jegyzőkönyv | Costinha 46' |

| Stadio delle Alpi, Torino Nézőszám: 60 000 Játékvezető: Nikolai Levnikov (orosz) |

| 1998. április 1. 20:45 |

| Real Madrid                | 2–0               | Borussia Dortmund |
| -------------------------- | ----------------- | ----------------- |
| Morientes 25' Karembeu 67' | (1–0) Jegyzőkönyv |                   |

| Santiago Bernabéu, Madrid Nézőszám: 85 000 Játékvezető: Mario van der Ende (holland) |

### 2. mérkőzések
| 1998. április 15. 20:45 |

| AS Monaco                        | 3–2               | Juventus                  |
| -------------------------------- | ----------------- | ------------------------- |
| Léonard 38' Henry 50' Špehar 83' | (1–1) Jegyzőkönyv | Amoruso 15' Del Piero 74' |

| Stade Louis II, Monaco Nézőszám: 15 000 Játékvezető: Urs Meier (svájci) |

| 1998. április 15. 20:45 |

| Borussia Dortmund | 0–0         | Real Madrid |
| ----------------- | ----------- | ----------- |
|                   | Jegyzőkönyv |             |

| Westfalenstadion, Dortmund Nézőszám: 48 500 Játékvezető: Paul Durkin (angol) |

## Döntő
| 1998. május 20. 20:45 |

| Juventus | 0–1               | Real Madrid   |
| -------- | ----------------- | ------------- |
|          | (0–0) Jegyzőkönyv | Mijatović 66' |

| Amsterdam ArenA, Amszterdam Nézőszám: 48 500 Játékvezető: Hellmut Krug (német) |